# Slugga

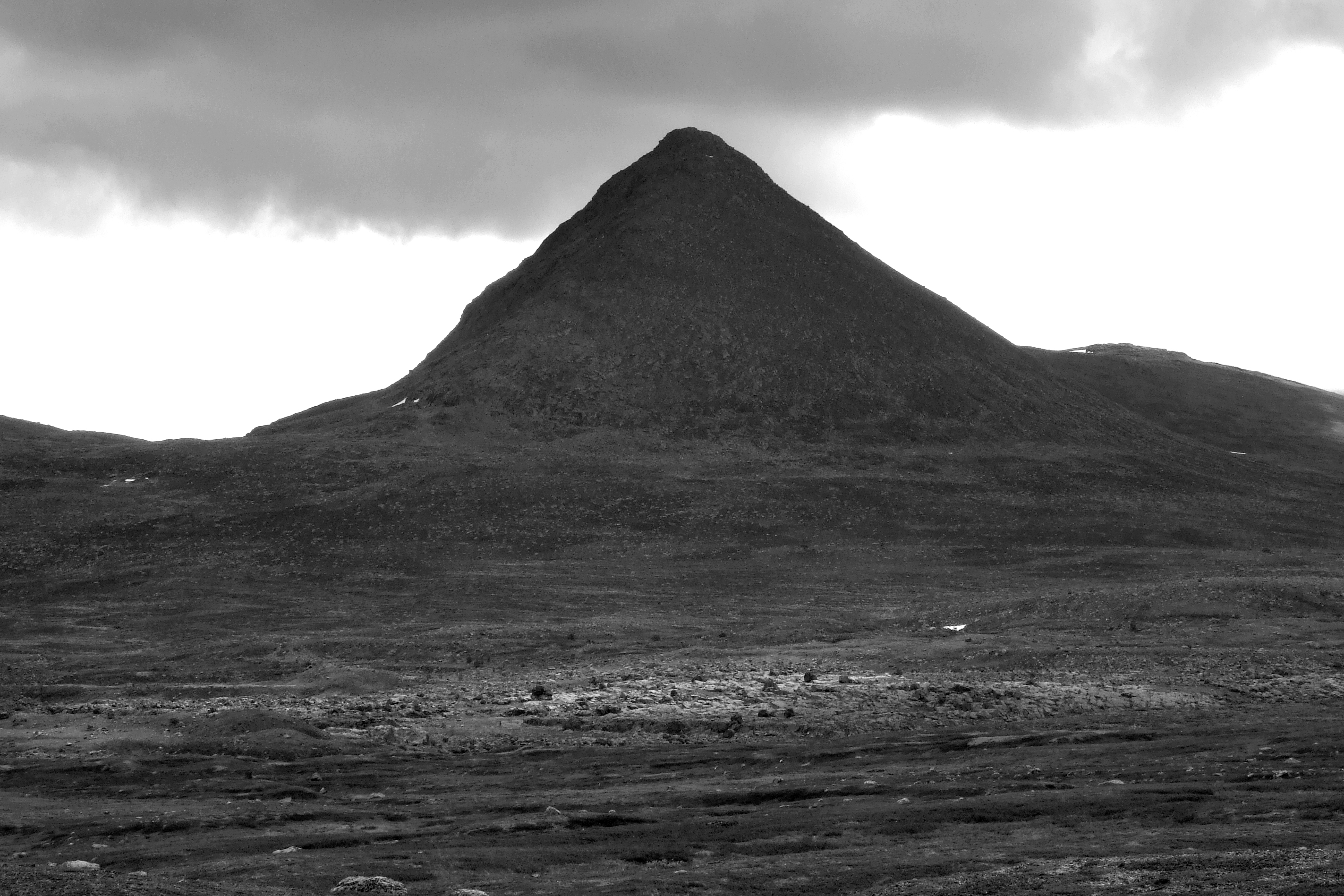
Slugga västerifrån, 2007.

Slugga är ett berg nära Stora Sjöfallet, dock utanför gränserna för nationalparken. Toppen är belägen 1279 meter över havet.
Berget drar ofta blickar till sig på grund av den karakteristiska vulkanliknande profilen.